# Langues igboïdes
Les langues igboïdes constituent une sous-branche de la famille des langues nigéro-congolaises, classé avec les langues voltaïco-nigériennes ou anciennement avec les langues bénoué-congolaises. Elle inclut plusieurs langues parlées dans le Sud du Nigéria, dont l'ekpeye, l'igbo et ses dialectes ou langues apparentées (ikwerre, ika, izi, ogba et ukwuani-aboh-ndoni).
Williamson et Blench (en) sont arrivés à la conclusion que les langues apparentées à l'igbo (soit les langues igboïdes excepté l'ekpeye) forment un continuum linguistique et qu'elles sont mutuellement intelligibles.